# Benet X (antipapa)
Giovanni Mincio, també conegut com a Giovanni dels comtes di Tuscolo (... – 1074), va ser un cardenal italià que va ser elegit papa en el conclave de 1058. És considerat un antipapa.
Giovanni (Joan) era anomenat despectivament Mincio (del francès antic mince, traduït com a home lleuger, ximple, tanoca) era el fill de Guido, un membre de la família dels comtes de Túsculum, germà del papa Benet IX, una família que ja va presumir, incloent representants reconeguts i fills il·legítims, d'almenys una dotzena de papes.
Va ser elegit papa el 4 d'abril de 1058, amb l'ajut de la seva família, encapçalada per l'oncle Gregori II de Tusculum i de Gerard de Galeria. Era el mateix que, tretze anys abans, havia ajudat els Crescenzi a elegir Silvestre III.

## Biografia
Bisbe de Labico, va ser promogut cardenal bisbe de Velletri sota el Lleó IX.

### L'ascens al Tron Papal
El 4 d'abril de 1058 Giovanni dels Contes de Tuscolo va ser elegit successor del papa Esteve IX; va prendre el nom de Benet X. Un membre de la família noble tornava al seureal tron de Pere 25 anys després de Benet IX. No és per casualitat que el nou pontífex escollís el mateix nom del seu familiar il·lustre. Joan també va ser un bon amic del papa Esteve IX (1057-1058), l'alemany Frederic de Lorena, que el 1057 havia posat en una llista de cinc possibles successors a Víctor II (1054-1057) abans ser el mateix papa.
Tanmateix, alguns cardenals van argumentar que l'elecció hava estat irregular i que s'havien comprat diversos vots mitjançant la corrupció, la ruptura del poble i la violència. En resum, la seva reacció era exactament el contrari del que esperaven els Tuscolans. Els cardenals acusats es van veure obligats a fugir de Roma, igual que els que van deplorar l'elecció.
Fins i tot la consagració, que va tenir lloc l'endemà, el diumenge, 5 d'abril (dues setmanes abans de Pasqua), es va dur a terme de manera il·legal, perquè Pere Damià, designat per presidir-la com a cardenal-bisbe d'Òstia, es va negar a fer-ho i va ser reemplaçat per un tal Gregori, cardenal arxipreste. Els membres més eminents de l'Església es van unir immediatament contra Benet X, només uns quants cardenals el van defensar. Els que li donaven suport no eren majoritàriament nobles i parents, el poble i el clergat de la ciutat, però els cardenals ni els membres més famosos i estimacions de l'Església, perquè la seva elecció no estava jugant pel "top" de la jerarquia eclesiàstica, sinó des de baix, de les persones instigades pels nobles.
Tot i que el Mincio va ser un dels més respectats de l'Església, Sant Pere Damià el va descriure com un ignorant, i va ser Leone Ostiense qui li donà el sobrenom de "Mincio" (encara que potser només els orígens de la família: un oncle de Joan, per la qual cosa Gregori, potser Gregori II de Tusculum, també es deia "Mincio").

### El pontificat
Benet X va conferir el pal·li a Stigand, arquebisbe de Canterbury, que havia estat retingut per Lleó IX, Víctor II i Esteve IX de manera irregular i, per tant, mai no l'havien confiat; quan Benet va ser declarat posteriorment a l'antipapa, aquest acte va ser anul·lat, i Stigand encara es considerava que tenia la seu irregular. Va concedir el castrum Montis S. Petri in Auximano comitatu als nobles, darrere del pagament a les actionariis Romanae ecclesiae de dotze denaris de Pavia, i va confirmar, a petició del bisbe Ezelone, de les propietats del monestir de San Maurizio d'Hildesheim. El 8 de maig va establir l'obligació dels hongaresos de passar per Roma per romandre al monestir de Sant Esteve; l'1 de juny es va concedir part del producte de l'altar de Sant Pere al prioribus mansionariorum scholae confessionis b. Petri.

### La crisi
Poc després de l'elecció, va tornar a Roma Ildebrando Aldobrandeschi de Soana, que havia estat enviat per Esteve IX a la cort d'emperadriu Agnès (mare i regent del menor, a continuació, Enric IV), que s'havia posat en dubte la validesa de l'elecció d'Esteve. Tan aviat Hildebrand sabé que Esteve havia mort i que Benet havia estat elegit, va decidir oposar-se a ella i immediatament va aconseguir el suport del duc Godofred de Lorena i Toscana, germà del mort Esteve IX, per a l'elecció de Gérard de Borgonya, bisbe de Florència; mesos més tard, també va obtenir el de l'emperadriu Agnès. Els cardenals que es van oposar a l'elecció de Benet X es van reunir a Siena el 18 d'abril de 1058 i, per unanimitat, el 6 de maig van triar a Gerard de Bourgogne com a papa; set mesos després, el 6 de desembre, quan el regent Agnès havia donat el seu consentiment ple, i totes les diferències i irregularitats en l'elecció de Gerard es clarificaren i es resolgueren, sempre a Siena el va triar oficialment. De fet, però, Gerard mai no va ser un papa legítim, ja fos perquè n'hi havia un altre que estava al càrrec o perquè li mancava el ritu de consagració i coronació.

### De Papa a Antipapa
Durant el seu viatge a Roma, Gerard, juntament amb Guibert, canceller imperial i representant d'Agnès, va celebrar un sínode a Sutri el 18 de gener de 1059 on va declarar Benet X deposat i excomunicat. Però encara que Benet X ja no era el Papa, Gerard encara no era un pontífex veritable i propi, legítim en tots els sentits; s'hi convertiria amb la cerimònia oficial de consagració i coronació. Els historiadors que han donat suport a la validesa del pontificat de Benet van afirmar que va arribar a la seva fi el 18 de gener amb la seva deposició desitjada i el suport unànime de tots els reformadors cardenals (la majoria absoluta de la totalitat del Col·legi de Cardenals) i la de Gerard va començar el 24 de gener següent, el dia en què va ser coronat i va prendre possessió de Roma amb el nom pontifici de Nicolau II, després d'expulsar al rival: això es deu al fet que en el moment, d'acord amb el dret canònic, es van convertir en veritable Papa en el moment de la coronació, no abans. Un Papa triat però no consagrat, d'acord amb la llei canònica de l'època, no era un veritable Papa sinó només un aspirant al títol.
Al final del Sínode de Sutri, Gerard, ja abans de la seva consagració, convocà el proper sínode, el Sínode Laterà, que tindria lloc durant la Pasqua d'aquell any (al voltant d'un any després de l'elecció de Benet X) i en el qual, a més de definir les mesures en matèria de disciplina i fe, reformaria el procediment de l'elecció papal delegant-la només per als cardenals, amb exclusió de tots els altres membres del clergat, la noblesa, l'exèrcit i el poble.
L'experiència de Benet X va ser fonamental per revisar les conxorxes i els procediments foscos d'elecció dels papes i va servir a Nicolau II per motius de corregir-los (encara que catorze anys més tard, amb l'elecció de Gregori VII, es rebutjarien aquestes noves regles completament).
El 24 de gener de 1059, per tant, els partidaris de Nicolau van obtenir el control de Roma i van obligar a Benet X a fugir al castell de Gerardo di Galeria. Després de la seva arribada a Roma, Nicolau va continuar la guerra contra Benet i els seus partidaris amb l'ajuda dels normands. Una primera batalla va tenir lloc a Campagna a principis de 1059, però no va ser decisiva a favor de Nicolau; més tard en el mateix any, al voltant d'abril, les seves forces van conquistar Palestrina, Frascati i Mentana, i després van atacar Galeria, obligant a Benet a rendir-se i renunciar al papat.

### Final
A Benet X se li va concedir la llibertat i es va retirar a una de les seves residències familiars, però Hildebrand, per por que fos emprat per contrastar el papa legítim, el va fer empresonar, el 1060, a l'hospital de Santa Agnès; el mateix any es va dur a terme un judici públic contra ell, perquè la seva deposició al gener passat i la seva abdicació voluntària a l'abril passat no van ser considerats suficients. Benet va confessar que s'havia vist obligat a acceptar l'elecció involuntària. Va ser deposat solemnement pel Papat (de nou) i degradat. Òbviament, Ildebrand va fer una acusació pública. Potser el procés neix del fet que el poble de Roma seguia reconeixent a Benet com a Papa, malgrat un any abans que ell s'havia marxat per la corrupció d'Hildebrand, que amb els diners havia assegurat el suport de la població a favor de Nicolau.
Leone Ostiense ens diu que Joan, primer excomunicat, va ser readmès a la comunió i es va veure obligat a residir a Santa Maria Maggiore; Bonizone ens diu que va admetre totes les seves falles, una per una, sense justificar-se per a cap d'ells.
Va morir a la cort de Canossa el 1074, sota el papa Gregori VII, o Ildebrand Aldobrandeschi, el feroç enemic del passat. Ildebrand, ara reconciliat amb ell, va ordenar que fos enterrat amb honors a l'església de l'hospici, on la gent li reté homenatge aclamant-lo com si es tractés d'un veritable papa entre Esteve IX i Nicolau II.